# Energia nucleare in Sudafrica
Nel 2011 l'energia nucleare in Sudafrica ha generato il 5,2% dell'energia elettrica prodotta in totale nel Paese.
A marzo 2010, è presente in questa nazione 1 centrale elettronucleare in funzione che dispone di 2 reattori operativi.
Non vi sono centrali elettronucleari chiuse.
La Repubblica Sudafricana è l'unico stato del continente africano a possedere reattori nucleari per la produzione di energia elettrica.

## Storia
La produzione di energia elettrica in Sudafrica è da sempre stata basata sul carbone, le principali miniere di carbone sono concentrate nella regione di Mpumalanga nel nord-est, mentre gran parte della domanda elettrica si trova sulla costa nelle zone di Città del Capo e Durban; lo spostamento sulla lunga distanza di elettricità o carbone è un processo inefficiente e quindi si decise alla metà degli anni settanta di costruire circa 1800 MW da fonte nucleare presso Koeberg, vicino a Città del Capo. L'impianto fu costruito dalla Framatome (oggi Areva) fra il 1976 ed il 1985 con due reattori gemelli di classe 900, lo stesso modello che fornisce la maggior parte dell'elettricità francese.

## Programma nucleare futuro
Ad inizio 2006 il governo sudafricano ha iniziato a valutare la costruzione di un secondo impianto, forse sempre a Koeberg, per incrementare la disponibilità di elettricità della regione. La Eskom ha annunciato nel 2007 che intende costruire 40 GW di nuova potenza per il paese, di cui 20 GW potrebbero essere di fonte nucleare, in modo da portare il contributo della fonte nucleare dall'attuale 5% al 25%. I piani iniziali prevedevano l'inizio della costruzione 4 GW di nuova potenza nucleare a partire dal 2010, nel corso del 2008 sono state fatte le valutazioni di impatto ambientale per i siti prescelti ed è stata scelta la tecnologia selezionando gli EPR francesi e gli AP1000 americani. Entrambe le compagnie si erano offerte di costruire interamente il futuro parco nucleare e di collaborare con lo sviluppo del reattore PBMR (di cui la Westinghouse è già un investitore). A fine 2008 la Eskom ha dichiarato che tutto il piano di futura generazione elettronucleare è rimandato di alcuni anni a causa di problemi finanziari

### Sviluppo del reattore PBMR
Nel corso degli anni dal 1993 al 2010 la Eskom ha sviluppato il reattore PBMR. Si tratta di un reattore ad alta temperatura raffreddato a gas (quindi di categoria HTR) per la produzione diretta di energia elettrica e calore per usi industriali. Nel progetto sono stati investiti circa 900 milioni$ dal governo sudafricano, Westinghouse, Eskom ed Industrial Development Corporation of South Africa. Il progetto sudafricano si basa su un progetto tedesco, a cui si volevano migliorare le caratteristiche di economia, sicurezza e diminuire i rischi di proliferazione nucleare. A causa di mancanza di finanziamenti, l'impianto pilota e tutto il progetto è rimandato a tempo indeterminato.
Nel febbraio 2010 è stato firmato un accordo con la Mitsubishi Heavy Industries per una futura collaborazione e per la costruzione del primo impianto pilota.

## Ciclo del combustibile
La Eskom gestisce la conversione, arricchimento e servizi di fabbricazione del combustibile sui mercati mondiali. Quasi la metà del suo arricchimento è fornito dalla russa Tenex, storicamente il Sud Africa ha cercato autosufficienza nel suo ciclo del combustibile.
L'industria del Sud Africa nucleare risale alla metà del 1940, quando fu creato il predecessore dell'attuale AEC. Nel 1959, il governo approvò la creazione di una industria nucleare nazionale e di un reattore di ricerca, in collaborazione con gli Stati Uniti; fu quindi scelto il sito di Pelindaba vicino a Pretoria per la costruzione (fra il 1961 ed il 1965) del reattore Safari-1 da 20MWt. Nel 1970 fu creata la Uranium Enrichment Corporation (UCOR) per avviare il suo programma di autosufficienza nel ciclo del combustibile nucleare e lo sviluppo di armamento nucleare, che nel 1985 l'UCOR fu incorporato nell'AEC.
Un impianto di arricchimento è situato presso Valindaba e sfrutta il processo Helikon (Helikon vortex separation process), cioè un vortice aerodinamico per la separazione isotopica degli elementi, sviluppago in Sudafrica su progetto tedesco. A causa di proteste internazionali, l'impianto è stato in funzione dal 1975 al 1990, anno in cui è stato chiuso e successivamente smantellato sotto la supervisione dell'IAEA. Nel vicino sito di Pelindaba è presente un impianto di arricchimento in funzione dall'inizio degli anni ottanta della capacità di 300.000SWU/y, che riesce a fornire il combustibile per la centrale di Koeberg; a causa degli alti costi di esercizio, l'impianto è stato chiuso nel 1995.
Nel corso del 2007 si è delineato un ambizioso progetto per sviluppare tutti gli aspetti del ciclo del combustibile su ogni aspetto. È ad esempio in progetto un impianto da 5-10milioniSWU/y da costruire in partnership con Areva, Urenco e Tenex, per consentire l'esportazione internazionale del combustibile.

## Reattori di ricerca
L'industria del Sud Africa nucleare risale alla metà del 1940, quando fu creato il predecessore dell'attuale AEC. Nel 1959, il governo approvò la creazione di una industria nucleare nazionale e di un reattore di ricerca, in collaborazione con gli Stati Uniti; fu quindi scelto il sito di Pelindaba vicino a Pretoria per la costruzione (fra il 1961 ed il 1965) del reattore Safari-1 da 20MWt. Nel 1970 fu creata la Uranium Enrichment Corporation (UCOR) per avviare il suo programma di autosufficienza nel ciclo del combustibile nucleare e lo sviluppo di armamento nucleare, che nel 1985 l'UCOR fu incorporato nell'AEC.
La Necsa è una società creata dalla AEC nel 1999 per sviluppare l'avvio e promuovere la ricerca nel campo dell'energia nucleare, con applicazioni nelle scienze, nella tecnologia, e nella ricerca di nuovi materiali. Gestisce il reattore Safari-1, nel centro di ricerca di Pelindaba, che è il principale fornitore di radioisotopi medici del continente africano; è in grado di fornire fino al 25% di tutto il fabbisogno mondiale di 99Mo. Il reattore è stato creato per funzionare ad uranio ad alto arricchimento, fra il 2009 ed il 2010 è stata completata la trasformazione dell'impianto per un utilizzo di uranio a basso arricchimento.

## Gestione dei rifiuti e depositi geologici
La legge del 2008 sullo smaltimento dei rifiuti radiologici prevede l'istituzione di un istituto nazionale per lo smaltimento e la gestione dei rifiuti, fino ad ora tutto il ciclo di smaltimento è stato compiuto dal Necsa. Nella Provincia del Capo Settentrionale a Vaalputs è presente un sito per lo smaltimento dei rifiuti di basso e medio livello. Per i rifiuti di alto livello non è al momento decisa alcuna politica specifica, tutto il combustibile esausto è conservato presso il sito di Koeberg.
Nell'agosto 2008 la Eskom ha intrapreso la ricerca di accordi preliminari per il riprocessamento del suo combustibile all'estero ed il riutilizzo del plutonio da esso ricavato come combustibile MOX

## Produzione di uranio
Il Sudafrica è un produttore di uranio, con circa 600t annuali, la sua produzione storica ammonta a 155.207tU al 2006. Possiede grandi risorse uranifere, pari a 435.100t di Uranio a <130$/kg nel "Red Book" del 2007.
La produzione uranifera del paese è generalmente un sottoprodotto derivante dall'estrazione dell'oro o del rame. Nel 1951 è stata creata una società per sfruttare l'uranio contenuto in questi fanghi di lavorazione, nel 1967 questa funzione è stata rilevata dalla Nuclear Fuels Corporation of South Africa (Nufcor) che nel 1998 è diventata una sussidiaria della AngloGold. La produzione sudafricana è attualmente interamente dalla miniera di Palabora, nel 2009 sono iniziati gli studi per un nuovo impianto a Kopanang per portare la produzione totale a 900t annuali dal 2012

## Centrali elettronucleari
Tutti i dati della tabella sono aggiornati a febbraio 2012
| Reattori operativi |                    |           |                    |                         |                        |                        |
| Centrale | Potenza netta (MW) | Tipologia | Inizio costruzione | Allacciamento alla rete | Produzione commerciale | Dismissione (prevista) |
| Koeberg (Reattore 1) | 930                | PWR       | 1º luglio 1976     | 4 aprile 1984           | 21 luglio 1984         |                        |
| Koeberg (Reattore 2) | 900                | PWR       | 1º luglio 1976     | 25 luglio 1985          | 9 novembre 1985        |                        |
| Totale: 2 reattori per complessivi 1.830 MW |                    |           |                    |                         |                        |                        |
| Reattori in costruzione |                    |           |                    |                         |                        |                        |
| Totale: 0 reattori per complessivi 0 MW |                    |           |                    |                         |                        |                        |
| Reattori pianificati ed in fase di proposta |                    |           |                    |                         |                        |                        |
| Totale programmati: 0 reattori per complessivi 0 MW Totale proposti: 6 reattori per oltre 9.600 MW complessivi                                                      |                    |           |                    |                         |                        |                        |
| Reattori dismessi |                    |           |                    |                         |                        |                        |
| Nessuno |                    |           |                    |                         |                        |                        |
| NOTE: - La normativa in vigore prevede la possibilità di sostituzione e/o aumento del parco reattori al termine del ciclo vitale degli impianti ancora in funzione. |                    |           |                    |                         |                        |                        |